# Friederike Bubenheimer-Erhart
Friederike Bubenheimer-Erhart (* 1966 in Karlsruhe) ist eine deutsche Klassische Archäologin, Sachbuchautorin und Expertin für Wissenschaftskommunikation.

## Leben und Wirken
Bubenheimer-Erhart besuchte in Karlsruhe das Helmholtz-Gymnasium und machte dort 1986 ihr Abitur. Anschließend studierte sie Klassische Archäologie an der Universität Heidelberg. 2002 promovierte sie in Heidelberg zum Dr. phil. In ihrer Dissertation befasste sie sich mit Studien zum Isis-Grab von Vulci.
Beim Deutschen Archäologen-Verband gründete sie 2010 die Arbeitsgemeinschaft Etrusker und Italiker, die sie bis 2013 leitete. Seit 2011 lehrt sie am Institut für Klassische Archäologie der Universität Wien als externe Lektorin und wirkt an zahlreichen Forschungsprojekten im In- und Ausland mit. Ein Schwerpunkt ihrer wissenschaftlichen Tätigkeit liegt auf der Erforschung der Etrusker.
Bubenheimer-Erhart ist verheiratet und wohnt in Sankt Margarethen im Burgenland.

## Veröffentlichungen (Auswahl)
- Das Isis-Grab von Vulci: Eine Fundgruppe der Orientalisierenden Periode Etruriens. Österreichische Akademie der Wissenschaften, Denkschriften der Gesamtakademie, Band LXVIII, Wien 2000, ISBN 9783700165941.
- Meerpferde in der etruskischen Grabkunst. In: Anna Kieburg, Annette Rieger (Hrsg.): Neue Forschungen zu den Etruskern, Beiträge der Tagung vom 07. bis 09. November 2008 am Archäologischen Institut der Universität Bonn. BAR International Series 2163, Archeopress, Oxford 2010, ISBN 9781407307077, S. 131–137.
- Die »ägyptische Grotte« von Vulci: Zum Beginn der Archäologie als wissenschaftliche Disziplin. Reichert Verlag, Wiesbaden 2010, ISBN 9783895007118.
- Die Etrusker. Philipp von Zabern, Mainz 2014, ISBN 9783805348058.[3]
- mit Andrea Babbi, Beatriz Marín-Aguilera, Simone Mühl (Hrsg.): The Mediterranean Mirror. Cultural Contacts in the Mediterranean Sea between 1200 and 750 B.C. RGZM-Tagungen 20, Verlag des Römisch-Germanischen Zentralmuseums, Mainz 2015, ISBN 9783884672396.